# Come Rain or Come Shine
Come Rain or Come Shine è un brano musicale del 1946 la cui musica è stata composta da Harold Arlen, mentre il testo è di Johnny Mercer.
La canzone è stata scritta originariamente per il musical St. Louis Woman.

## Registrazioni
Il brano è stato registrato da tantissimi artisti:
Negli anni '40 è stato inciso da Sy Oliver e Tommy Dorsey (1946), Margaret Whiting (1946), Dinah Shore (1946), Helen Forrest e Dick Haymes (1946).
Negli anni '50 a registrare il brano sono stati tra gli altri Sarah Vaughan (1950), Jo Stafford (1952), Frank Sinatra (1953; lo ha registrato anche nel 1962 e nel 1993), Dinah Washington (1954), Dick Haymes (1955), Billie Holiday (1955, per l'album Music for Torching), Georgia Gibbs (1955), Bing Crosby (1956), Patti Page (1956, per Music for Two in Love), Judy Garland (1956, per Judy), Claire Austin (1956), Perry Como (1958), Benny Goodman con Anita O'Day (1959), Ray Charles (1959, per l'album The Genius of Ray Charles) e Bill Evans (1959).
Negli anni '60 è stata la volta di Art Pepper (in versione strumentale, 1960), Bobby Timmons (1960, per il suo album di debutto This Here Is Bobby Timmons), Ella Fitzgerald (1961), Wynton Kelly (1961), nuovamente Frank Sinatra (per Sinatra and Strings), Jack Jones (1963, per Wives and Lovers), James Brown (1964), Petula Clark (1966, in I Couldn't Live Without Your Love) e The Walker Brothers (1966).
Negli anni '70 hanno registrato la canzone Liza Minnelli (1970, per l'album New Feelin'), Johnny Mercer (1974, in My Huckleberry Friend), Barbra Streisand (1979, per Wet).
Negli anni '80 la canzone è stata registrata da Dr. John (1982), Diane Schuur (1986), Keith Jarrett (1986) e altri.
Negli anni '90 è stata incisa da Bette Midler (1991, per la colonna sonora del film Giorni di gloria... giorni d'amore), Michael Crawford (1991), John Abercrombie (1992, per l'album November), Alison Eastwood (1992, per il film Mezzanotte nel giardino del bene e del male), Joe Sample (1993, per l'album Invitation), Don Henley (1995, per la colonna sonora di Via da Las Vegas), Dr. John e Dianne Reeves (1999, per il film Biglietti... d'amore), Jack Kerouac (1999, per l'album Jack Kerouac Reads On the Road) e altri. Inoltre una versione di Chet Baker del 1957 è stata diffusa postuma nel 1995 attraverso l'album Embraceable You.
Nel 2000, nell'album Riding with the King, è incisa da Eric Clapton e B.B. King. Nel 2007 appare nell'album di Rufus Wainwright Rufus Does Judy at Carnegie Hall. Nel 2008 è la volta di Natalie Cole, che la incide nel suo album Still Unforgettable. L'anno seguente la registrano Sylvia Brooks e Lynda Carter.
Nel 2014 è di nuovo la volta di Barbra Streisand per il suo disco Partners in duetto con John Mayer. Nel 2016 viene incisa da Bob Dylan per l'album Fallen Angels.